# 阿瓜杜爾塞區
8°14′24″N 80°32′24″W / 8.24000°N 80.54000°W
阿瓜杜爾塞區（西班牙語：Distrito de Aguadulce），是巴拿馬的一個行政區，位於該國中部，由科克萊省負責管轄，始建於1848年，面積469.3平方公里，2010年人口43,360，人口密度每平方公里92.39人。